# Bảo tàng tỉnh Albacete
Bảo tàng tỉnh Albacete (Museo Provincial de Albacete) là một bảo tàng khảo cổ học và mỹ thuật nằm ở Albacete, Tây Ban Nha. Nó được công nhận là Bien de Interés Cultural năm 1962.